# Отон (Бельгия)
Ото́н (фр. Hotton, валлон. Houton) — коммуна в Валлонии, расположенная в провинции Люксембург, округ Марш-ан-Фамен. Принадлежит Французскому языковому сообществу Бельгии. На площади 57,32 км² проживают 5074 человека (плотность населения — 89 чел./км²), из которых 49,01 % — мужчины и 50,99 % — женщины. Средний годовой доход на душу населения в 2003 году составлял 10 382 евро.
Почтовый код: 6990. Телефонный код: 084.

## Достопримечательности
- Отонские пещеры — наиболее глубокие среди пещерных систем в Арденнах.
- Мельница Фабера — мельница на реке Урт.

## Города-побратимы
- Изегем, Бельгия